# Чемпионат мира по шоссейным велогонкам 2018 — индивидуальная гонка (юниоры)

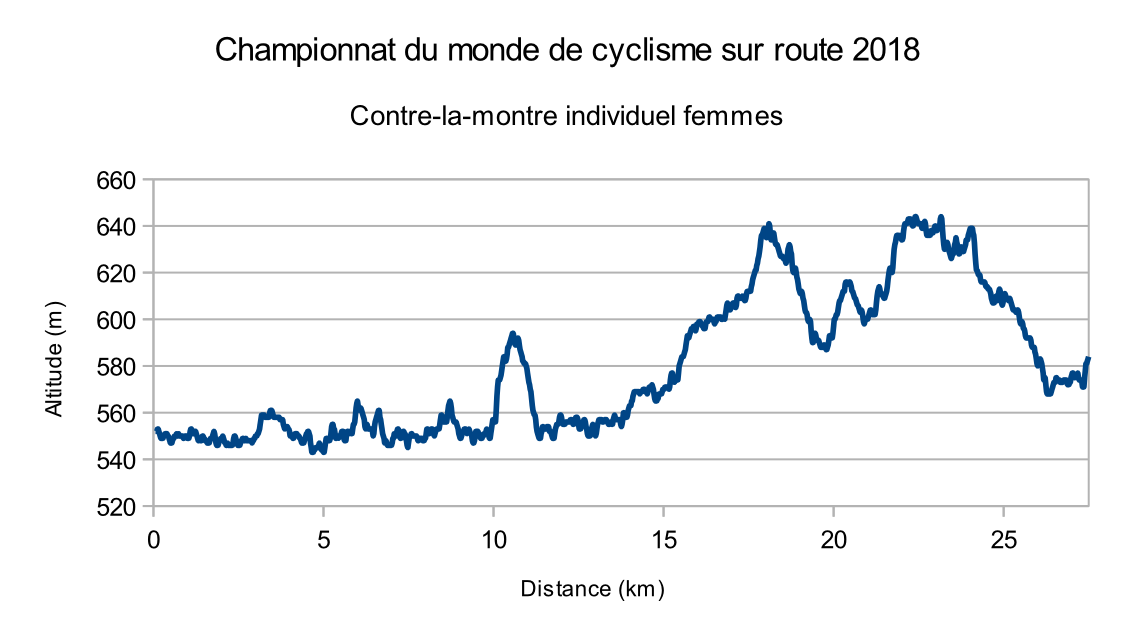
Профиль трассы

Индивидуальная гонка с раздельным стартом у юниоров на чемпионате мира по шоссейным велогонкам 2018 года прошла 25 сентября в австрийском Инсбруке.

## Участники
Страны-участницы определялись на основании рейтинга UCI World Ranking. Максимальное количество гонщиков в команде не могло превышать 2 человек при условии что один из них участвует в групповой гонке. Помимо этого вне квоты могли участвовать действующие чемпионы континентальных чемпионатов. Всего участие приняло 71 участник из 40 стран.
| 3 участника         | 2 участника | 1 участник                                                                                           |
| Бельгия · Казахстан | Австрия · Беларусь · Канада · Коста-Рика · Дания · Эритрея · Испания · Эстония · США · Франция · Великобритания · Германия · Ирландия · Италия · Япония · Республика Косово · Литва · Люксембург · Нидерланды · Норвегия · Польша · Португалия · Румыния · Россия · Руанда · Швейцария · Словакия · Украина | Австралия · Азербайджан · Чили · Хорватия · Чехия · Гайана · Латвия · Пуэрто-Рико · Словения · Сирия |

## Маршрут
Протяженностью маршрута составила 27,8 километра. Старт располагался в центре парка приключений "Swarovski Crystal Worlds" в города Ваттенс. Затем дистанция проходила по всему району Инсбрука в городах Кользас и Вер где пересекали реку Инн. Далее следовали в Фритценс, район Брюке-Хёттингер-Аю до Святого Николауса, где они пересекали мост Кеттенбрюке. Финишный отрезок проходил по широкому бульвару Rennweg до финиша перед Императорским дворцом Хофбург.

## Результаты
| \| Генеральная классификация \| Генеральная классификация \| Генеральная классификация \| Генеральная классификация \| Генеральная классификация \| \| Гонщик \| Гонщик \| Команда \| Время \| \| \| ------------------------- \| ------------------------- \| ------------------------- \| ------------------------- \| ------------------------- \| \| 1-й \| Ремко Эвенепул \| Бельгия \| 33' 15 \| \| \| 2-й \| Лукас Плапп \| Австралия \| + 1' 23 \| \| \| 3-й \| Андреа Пикколо \| Италия \| + 1' 37 \| \| \| 4-й \| Мишель Хессманн \| Германия \| + 1' 47 \| \| \| 5-й \| Сорен Вэреншолд \| Норвегия \| + 1' 50 \| \| \| 6-й \| Manuel Michielsen \| Нидерланды \| + 2' 10 \| \| \| 7-й \| Илан Ван Вильдер \| Бельгия \| + 2' 21 \| \| \| 8-й \| Joseph Laverick \| Великобритания \| + 2' 21 \| \| \| 9-й \| Якоб Хиндсгаул Мадсен \| Дания \| + 2' 26 \| \| \| 10-й \| Michael Garrison \| США \| + 2' 32 \| \| |                       |                |         |
| |                       |                |         |
| Источник: ProCyclingStats |                       |                |         |
| Генеральная классификация |                       |                |         |
| Гонщик | Гонщик                | Команда        | Время   |
| 1-й | Ремко Эвенепул        | Бельгия        | 33' 15  |
| 2-й | Лукас Плапп           | Австралия      | + 1' 23 |
| 3-й | Андреа Пикколо        | Италия         | + 1' 37 |
| 4-й | Мишель Хессманн       | Германия       | + 1' 47 |
| 5-й | Сорен Вэреншолд       | Норвегия       | + 1' 50 |
| 6-й | Manuel Michielsen     | Нидерланды     | + 2' 10 |
| 7-й | Илан Ван Вильдер      | Бельгия        | + 2' 21 |
| 8-й | Joseph Laverick       | Великобритания | + 2' 21 |
| 9-й | Якоб Хиндсгаул Мадсен | Дания          | + 2' 26 |
| 10-й | Michael Garrison      | США            | + 2' 32 |